# ليران كوهنر
ليران كوهينر-جيور (بالعبرية: לירן כוהנר‏) عارضة أزياء، ممثلة ومقدّمة برامج تلفزيونية إسرائيلية وملكة جمال سابقة بعدما فازت بمسابقة ملكة جمال إسرائيل 2007، ومثلت إسرائيل في ملكة جمال العالم 2007 في الصين.

## روابط خارجية
- ليران كوهنر على موقع IMDb (الإنجليزية)
- ليران كوهنر على إنستغرام